# Anabernicula gracilenta
Anabernicula gracilenta är en utdöd nordamerikansk fågel i familjen änder inom ordningen andfåglar. Den beskrevs 1935 utifrån fossila lämningar från pleistocen funna i Kalifornien, USA. Fynden anses vara mellan 10.000 och 40.000 år gamla.